# Falconer (Band)
Falconer war eine schwedische Power-Metal-Band aus Mjölby, welche im Mai 1999 von dem ehemaligen Mithotyn-Gitarristen Stefan Weinerhall nach der Auflösung dieser Band gegründet wurde. Weinerhall wollte weiterhin Folk-beeinflussten Metal machen, aber ohne harschen Gesang wie bei Mithotyn.

## Geschichte

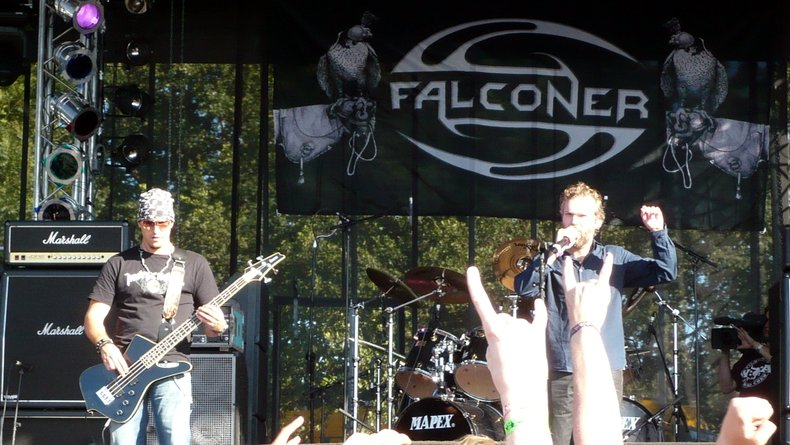
Falconer beim Wacken Open Air 2007

Nach der Trennung der Band Mithotyn 1999 entschied sich der Gitarrist Stefan Weinerhall auch in Zukunft vom Folk inspirierten Metal zu machen. Während er bei den ersten Liedern noch selbst Gitarre und Bass, sowie das Schlagzeug mittels Drumcomputer einspielte und den späteren Sänger Mathias Blad als Session-Musiker engagierte, stieß nach der Veröffentlichung eines Demos Anfang 2000 und einem Vertrag beim Label Metal Blade Records der ehemalige Mithotyn-Schlagzeuger Karsten Larsson zur Band. Zudem wurde Mathias Blad, der hauptberuflich Musical-Sänger ist und so gut wie keine Erfahrungen in einer Rock- bzw. Metal-Band hatte, als fixer Sänger in die Band integriert.
Ende 2000 begannen die Aufnahmen für das Debüt-Album Falconer, welches dann Anfang 2001 publiziert wurde. Nachdem die zweite CD Chapters from a Vale Forlorn 2002 veröffentlicht worden war, erhielt die Band einige Angebote, auf Festivals zu spielen. Die Musiker entschieden sich dafür, nicht nur ein reines Studio-Projekt zu sein und nahm die Angebote an. Dazu mussten allerdings ein weiterer Gitarrist sowie ein Bassist gefunden werden, da diese Funktionen bisher allein Weinerhall übernahm. So stießen die beiden nicht verwandten Johanssons, Peder und Anders zu Falconer. Gleichzeitig verließ Mathias Blad die Band, der Konzerte und Touren wegen seines eigentlichen Berufs als Musical-Sänger zeitlich nicht verkraften konnte. Ersatz wurde in Kristoffer Göbel gefunden.
2003 nahm die Band ihr drittes Album The Sceptre of Deception auf. Einige Zeit darauf, im Mai 2004, verließen Anders und Peder Johansson die Gruppe. Mit Magnus Linhardt (Bass) und Jimmy Hedlund (Gitarre) konnte aber Ersatz gefunden werden.
Im Jahr 2005 erschien das Album Grime vs. Grandeur, das bei den Fans nicht den erhofften Anklang fand. Die Band entschied sich daraufhin, zu ihren Wurzeln zurückzukehren, und holte im Austausch zu Göbel Mathias Blad erneut in die Gruppe.
Am 22. September 2006 veröffentlichte sie ihr fünftes Studioalbum Northwind. Am 22. August 2008 kam Among Beggars and Thieves auf den Markt.
Das Album Armod erschien am 3. Juni 2011 und ist hauptsächlich in schwedischer Sprache verfasst. Nach einer längeren kreativen Pause, in der der Hauptsongwriter Weinerhall sogar öfters ans Aufhören dachte, erschien im Juni 2014 das Album Black Moon Rising.
Mit der Veröffentlichung des Albums From a Dying Ember gab Falconer die Bandauflösung bekannt.

## Stil
Die Band hat einige Traditionen Weinerhalls ehemaliger Band Mithotyn übernommen. Sie spielt eine Form des Power Metal, die Folk-Instrumente und -Melodien benutzt, um einen mittelalterlichen Klang zu erzeugen.
Erwähnenswert ist der alte und neue Sänger Mathias Blad, der aufgrund seiner langjährigen beruflichen Erfahrung an der schwedischen Staatsoper den episch-folkloristischen Stil durch eine klassisch ausgebildete Stimme zu unterstreichen versteht. Diese wird von vielen Hörern als besonders klar und ausdrucksstark beschrieben, seine Gesangstechnik ist hörbar professionell.

## Diskografie
- 2001: Falconer
- 2002: Chapters from a Vale Forlorn
- 2003: The Sceptre of Deception
- 2005: Grime vs. Grandeur
- 2006: Northwind
- 2008: Among Beggars and Thieves
- 2011: Armod
- 2014: Black Moon Rising
- 2020: From a Dying Ember